# Copa Aerosur Internacional
La Copa Aerosur Internacional fue la única Supercopa del torneo de verano de fútbol patrocinado por la línea aérea boliviana Aerosur. 
Participaron dos equipos; por Bolivia fue el Jorge Wilstermann de Cochabamba, y un equipo invitado, en este caso de Uruguay, el cual fue el Club River Plate de Uruguay.
El torneo se jugó ha partido único en la ciudad de Cochabamba-Bolivia el miércoles 10 de febrero de 2010.
Inicialmente el club que disputaría la Copa Aerosur Internacional contra River Plate de Uruguay debía ser el Club Bolívar ya que el mismo se coronó campeón de la Copa Aerosur 2010, pero como este tenía que participar en la  Copa Libertadores de América de ese mismo año, quien jugó contra el equipo uruguayo fue el subcampeón, el Jorge Wilstermann.

## Equipos participantes
| Equipo                 | País    |
| ---------------------- | ------- |
| Jorge Wilstermann      | Bolivia |
| River Plate de Uruguay | Uruguay |

## Final
| 10 de febrero de 2010 | Jorge Wilstermann                           | 2:2' | River Plate de Uruguay                              | Estadio Félix Capriles, Cochabamba                        |                                                           |
|                       | Jehanamed Castedo 5 PT. Nelson Sossa 34 ST. |      | 25 PT Gabriel Marques. 16 ST (penal) Jorge Zambrana | Asistencia: 4.000 espectadores Árbitro(s): Marcelo Ortubé | Asistencia: 4.000 espectadores Árbitro(s): Marcelo Ortubé |

| Definición por penales |                  |     |                  |           |
| Sanjurjo               | Acierto de penal | 1:1 | Acierto de penal | Laforia   |
| Sossa                  | Fallo de penal   | 1:2 | Acierto de penal | Rodríguez |
| Salaberry              | Fallo de penal   | 1:3 | Acierto de penal | Pupo      |
| Barrera                | Acierto de penal | 2:4 | Acierto de penal | Márquez   |

|                                |
| Uruguay                        |
| Campeón River Plate de Uruguay |